# Christian Jakobsen Drakenberg
Christian Jakobsen Drakenberg, död 9 oktober 1772, var en norsk-dansk sjöman, som påstås ha varit född 1626 i  Strömstad, som 
då tillhörde Norge. Om uppgiften om hans födelseår är riktig, skulle han ha blivit 146 år gammal och därmed världens genom tiderna mest långlivade person. Detta betvivlas dock starkt av forskare inom området.
Uppgifterna anger att han 1639–1717 seglade som kofferdisjöman, var värvad i danska flottan 1657–1660 och 1675–1681, samt 1694–1710 var slav i Barbareskstaterna. Han fick 1735 högbåtsmans lön, och gifte sig 1737, men då hustrun dog, skall han flera gånger, i den påstådda åldern av över 130 år ha friat till flera unga flickor, dock utan framgång. Porträtt av Drakenberg i 111, 115 och 145 års ålder finns i Bymuseet i Oslo, respektive Kunstmuseum i Köpenhamn (det senare målat av Carl Gustaf Pilo), samt på hans födelsegård Blomsholm.